# Ricardo Cavalcante Mendes
Ricardo Cavalcante Mendes, conosciuto semplicemente come Ricardinho (San Paolo, 4 settembre 1989), è un calciatore brasiliano, centrocampista o attaccante del Rio Branco-ES.

## Caratteristiche tecniche
Gioca come esterno di centrocampo o come seconda punta.

## Carriera
Nel 2008 ha giocato una partita nella massima serie brasiliana con il Santo André, con cui ha anche giocato 6 partite nella Serie A1 del campionato Paulista; l'anno seguente passa al Mogi Mirim, con cui non scende però mai in campo. In seguito ha giocato per una stagione e mezzo nella seconda serie polacca, prima nel Gornik Leczna e poi nel Wisla Plock, per un totale di 49 presenze e 12 reti. Nella stagione 2012-2013 ha esordito in Estraklasa, la massima serie polacca, in cui ha giocato 27 partite e segnato 7 gol con la maglia del Lechia Danzica.
Dal 2013 gioca nello Sheriff Tiraspol, squadra della massima serie moldava, con cui ha anche esordito nelle coppe europee, segnando un gol in 4 presenze nei preliminari di Champions League; successivamente il 3 ottobre 2013 ha segnato il gol del definitivo 1-1 contro i danesi del Tromso: si tratta del primo gol in assoluto nella storia dello Sheriff in una partita della fase a gironi di Europa League. Inizia la stagione 2014-2015 giocando da titolare nel 2-0 della partita d'andata del secondo turno preliminare di Champions League contro i montenegrini dello Sutjeska; con 20 gol vince il titolo di capocannoniere del campionato moldavo, che va ad aggiungersi alla Coppa di Moldava vinta dallo Sheriff. Inizia la stagione 2015-2016 vincendo la Supercoppa di Moldavia e giocando 2 partite senza mai segnare nel primo turno preliminare di Europa League, al termine del quale la sua squadra viene eliminata dalla competizione.
Nel gennaio del 2016 passa allo Sharjah, squadra degli Emirati Arabi Uniti, con la quale segna 3 gol in 12 partite per poi far ritorno allo Sheriff, con cui disputa la stagione 2016-2017. Nell'estate del 2017 passa ai serbi della Stella Rossa.

## Palmarès

### Club

#### Competizioni nazionali
- Campionato moldavo: 3

Sheriff Tiraspol: 2013-2014, 2016-2017, 2022-2023
- Coppa di Moldavia: 3

Sheriff Tiraspol: 2014-2015, 2016-2017, 2022-2023
- Supercoppa di Moldavia: 3

Sheriff Tiraspol: 2013, 2015, 2016

### Individuale
- Capocannoniere del campionato moldavo: 2

2014-2015, 2016-2017 (15 reti)